# Ophiacantha alternata
Ophiacantha alternata is een slangster uit de familie Ophiacanthidae.
De wetenschappelijke naam van de soort werd in 1966 gepubliceerd door Ailsa McGown Clark.